# فيليب آر ألين
فيليب آر ألين (بالإنجليزية: Phillip R. Allen)‏ مواليد 26 مارس 1939 في بيتسبرغ - الوفاة 01 مارس 2012 في لوس أنجلوس، هو ممثل أمريكي بدأ مسيرته الفنية سنة 1965. امتدت مسيرته الفنية لأكثر من 44 عاما.

## الأعمال

### مسلسلات
- دارك شادوز (1970)
- كوينسي إم إي (1976) (بدور: فلويد بيكر)
- كوينسي إم إي (1978)
- أيام سعيدة (1981)
- دالاس (1981)
- أليس (1981)
- بنسون (1983) (بدور: كولينز)
- ماتلوك (1988)
- ديزاينينغ وومين (1989)

## روابط خارجية
- فيليب آر ألين على موقع IMDb (الإنجليزية)
- فيليب آر ألين على موقع ألو سيني (الفرنسية)
- فيليب آر ألين على موقع تيرنر كلاسيك موفيز (الإنجليزية)
- فيليب آر ألين على موقع أول موفي (الإنجليزية)
- فيليب آر ألين على موقع قاعدة بيانات برودواي على الإنترنت (الإنجليزية)
- فيليب آر ألين على موقع قاعدة بيانات الأفلام السويدية (السويدية)
- فيليب آر ألين على موقع قاعدة بيانات الفيلم (الإنجليزية)
- فيليب آر ألين على موقع كينوبويسك (الروسية)